# Aria (Album)
Aria (italienisch für „Arien“) ist das 12. Studioalbum der italienischen Rocksängerin und Songwriterin Gianna Nannini. Es erschien im Mai 2002 bei dem Plattenlabel Universal Music Group.

## Hintergrund
Im Mai 2002 brachte Gianna Nannini ihr 12. Studioalbum Aria heraus. Das aus dreizehn Titeln bestehende Studioalbum wurde neben Nannini selbst vorwiegend von dem Schweizer Musiker Armand Volker produziert. Nannini war an allen Titeln als Autorin beteiligt. Beim Schreibprozess bekam sie dabei unter anderem von Isabella Santacroce Unterstützung.
Das Frontcover zeigt Nannini schwarz gekleidet, liegend, mit den Füßen in die Höhe gestreckt.

## Titelliste
| Nr. | Titel                     | Autor(en)                                                                     | Produzent(en)                                              | Länge |
| --- | ------------------------- | ----------------------------------------------------------------------------- | ---------------------------------------------------------- | ----- |
| 1.  | Volo                      | Gianna Nannini, Isabella Santacroce                                           | Armand Volker                                              | 4:08  |
| 2.  | Uomini a metà             | Gianna Nannini, R. Gulisano, T. Marletta, Davide Oliveri                      | Armand Volker                                              | 4:14  |
| 3.  | Aria                      | Gianna Nannini, Francesco Sartori, Isabella Santacroce                        | Gianna Nannini, Armand Volker, Andy Wright, Christian Lohr | 3:48  |
| 4.  | DJ Morphine               | Gianna Nannini, Isabella Santacroce                                           | Armand Volker                                              | 5:13  |
| 5.  | Sveglia                   | Gianna Nannini, Isabella Santacroce                                           | Armand Volker                                              | 3:32  |
| 6.  | Immortale                 | Gianna Nannini, Isabella Santacroce                                           | Armand Volker                                              | 4:57  |
| 7.  | Crimine d'amore           | Gianna Nannini, Isabella Santacroce                                           | Armand Volker                                              | 4:49  |
| 8.  | Meravigliosamente crudele | Gianna Nannini, Isabella Santacroce                                           | Armand Volker                                              | 5:20  |
| 9.  | Mio                       | Gianna Nannini, Isabella Santacroce                                           | Armand Volker                                              | 4:21  |
| 10. | Amore cannibale           | Gianna Nannini, R. Gulisano, T. Marletta, Isabella Santacroce, Davide Oliveri | Gianna Nannini, Christian Lohr                             | 4:03  |
| 11. | Battiti e respiri         | Gianna Nannini, Isabella Santacroce                                           | Armand Volker                                              | 4:08  |
| 12. | Un Dio che cade           | Gianna Nannini, Isabella Santacroce                                           | Armand Volker                                              | 5:08  |
| 13. | Nuova era                 | Gianna Nannini, Isabella Santacroce                                           | Armand Volker                                              | 2:25  |

## Kritik
Robert Zefic, Musikkritiker von laut.de, urteilte: „[...]Mit "Aria" betritt Nannini das Land der Experimentierfreude und überrascht mit restaurierender Rockaufbereitung. Nicht das sie sich unweigerlich der Zeit anpasst, nein, sie setzt eigene Akzente und behält dabei ihren ursprünglichen Stil.“

## Chartplatzierungen
| ChartsChartplatzierungen | Höchstplatzierung | Wochen |
| ------------------------ | ----------------- | ------ |
| Schweiz (IFPI)           | 29 (9 Wo.)        | 9      |
| Italien (FIMI)           | 7 (5 Wo.)         | 5      |